# Eugeniusz Mioduszewski
Eugeniusz Mioduszewski (ur. 20 stycznia 1934 w Zambrowie) – polski działacz partyjny i państwowy, nauczyciel, w latach 1981–1990 wicewojewoda łomżyński.

## Życiorys
Od 1946 należał do Związku Harcerstwa Polskiego. Uczył się w Szkole Podstawowej nr 1 i nr 2 w Zambrowie, był drużynowym ZHP w drugiej ze szkół. W latach 1954–1958 studiował w Wyższej Szkole Rolniczej w Olsztynie, ukończył także kurs pedagogiczny. Podczas nauki był wiceprzewodniczącym uczelnianych struktur Zrzeszenia Studentów Polskich. Od 1958 uczył kolejno w Szkole Przysposobienia Rolniczego w Zelkach, szkole w Dowspudzie oraz technikach rolniczo-weterynaryjnych w Marianowie i Łomży. Aktywny jako instruktor harcerski, był zastępcą komendanta suwalskiego hufca ZHP i członkiem hufca w Łomży. W 1973 został powołany na stanowisko wizytatora metodyka.
Wieloletni działacz Zjednoczonego Stronnictwa Ludowego. Od 1973 prezes Powiatowego Komitetu ZSL w Łomży, a w latach 1975–1981 sekretarz Wojewódzkiego Komitetu ZSL tamże. Zasiadał w Wojewódzkiej Radzie Narodowej w Łomży. W latach 1981–1990 pełnił funkcję wicewojewody łomżyńskiego, odpowiedzialnego oświatę, kulturę, sport, zatrudnienie. W 1990 przeszedł na emeryturę. W III RP działał w Polskim Stronnictwie Ludowym, z jego poparciem w 1997 kandydował do Senatu w okręgu łomżyńskim (zajął 6. miejsce wśród 10 kandydatów). Później został m.in. przewodniczącym stowarzyszenia „Pokój i Dobro”.
W 1964 zawarł w Białymstoku związek małżeński z Marianną.

## Odznaczenia
Odznaczony m.in. Krzyżem Kawalerskim i Oficerskim Orderu Odrodzenia Polski, Medalem Komisji Edukacji Narodowej, a także Medalem za Długoletnie Pożycie Małżeńskie (2014).